# 홍치업
홍치업(洪致業, 일본식 이름: 南陽致業난요 치교, 1890년 11월 ~ ?)은 일제강점기의 의사 겸 관료로, 본적은 평안북도 선천읍 천남동이다.

## 생애
평안북도 선천 출신이다. 1914년에 경성의학전문학교의 전신으로 조선총독부 산하에 있던 조선총독부의학교를 졸업하고 의사가 되었다. 졸업한 직후 조선총독부의원의 조수로 임용되었다.
1년 후인 1915년에 총독부의원 조수직을 사직하고 고향으로 내려가 선천읍에 병원을 개업하였다. 선천읍 인제병원 원장으로 오랫동안 재직하였고, 평안북도 공의도 겸하였다. 인제병원은 본래 세브란스의학교 출신의 독립운동가 주현칙이 설립 했으나, 주현칙이 105인 사건으로 투옥되고 이후 상하이로 망명하면서 홍치업에게 인수되었다.
선천 지역 유지로 활동하면서 평북도회 의원이 되었고, 선천세무서의 소득조사위원도 맡았다. 1936년에는 조선총독부 중추원의 참의로 임명되었다. 1941년 태평양 전쟁 지원을 위해 조선임전보국단이 출범할 때 평안북도 발기인으로 참가한 바 있다.
2002년 발표된 친일파 708인 명단과 2008년 공개된 민족문제연구소의 친일인명사전 수록예정자 명단의 중추원 분야에 모두 선정되었으며 2009년 친일반민족행위진상규명위원회가 발표한 친일반민족행위 705인 명단에도 포함되었다.

## 같이 보기
- 조선총독부 중추원
- 조선임전보국단

## 참고자료
- 홍치업(洪致業) - 국사편찬위원회